# Loudervielle
Loudervielle é uma comuna francesa na região administrativa de Occitânia, no departamento dos Altos Pirenéus. Estende-se por uma área de 5,39 km². Em 2010 a comuna tinha 55 habitantes (densidade: 10,2 hab./km²).